# (400086) 2006 SA352
(400086) 2006 SA352 es un asteroide perteneciente al cinturón de asteroides, descubierto el 30 de septiembre de 2006 por el equipo del Catalina Sky Survey desde el Catalina Sky Survey, Arizona, Estados Unidos.

## Designación y nombre
Designado provisionalmente como 2006 SA352.

## Características orbitales
2006 SA352 está situado a una distancia media del Sol de 2,652 ua, pudiendo alejarse hasta 2,926 ua y acercarse hasta 2,377 ua. Su excentricidad es 0,103 y la inclinación orbital 4,381 grados. Emplea 1577,57 días en completar una órbita alrededor del Sol.

## Características físicas
La magnitud absoluta de 2006 SA352 es 17.